# Così fan tutte
Così fan tutte (v překladu Takové jsou všechny, uváděno též pod názvy Tak to dělají všechny, což je doslovný překlad názvu, nebo Ženy jsou ženy či Škola milenců) je opera Wolfganga Amadea Mozarta z roku 1790. Autorem libreta je Lorenzo da Ponte a jde o poslední z trojice titulů vzešlých ze spolupráce Mozarta a da Ponteho. Po Donu Giovannim a Figarově svatbě zvolili autoři komorní příběh řešící partnerské vztahy čtveřice protagonistů.

## Historie vzniku
Původní libreto bylo určeno pro Antonia Salieriho, který pravděpodobně začal komponovat v roce 1789, ale po 65 taktech tercetu "La mia Dorabella capace non e" dále nepokračoval. Druhý tercet „E la fede delle femmine“ však ještě Salieri jako celek komponoval. Jeden z těchto dvou recitativů naznačuje, že libreto pak pro Mozarta Da Ponte upravil.
Po Figarově svatbě z roku 1786 a Donu Giovannim z roku 1787 je Cosi fan tutte z rozhraní let 1789–1790 poslední ze tří oper, které Mozart napsal na text Lorenza Da Ponteho. Mozartův přístup k textům těchto děl byl rozdílný. Zatímco si námět Figara volil sám, nabídku Da Ponta na zpracování donchuanské látky s nadšením přijal a sám měl na zpracování obou textů tvořivou účast, Cosi fan tutte byla naopak zakázková práce, jejíž text musel přijmout tak, jak mu byl předložen. Nebylo to však nic neobvyklého. Většina hudebních děl té doby vznikla na objednávku. Ani Mozart nezačal zpravidla psát operu dříve, dokud nevěděl, že bude některou operní scénou přijata a skutečně hrána. Přímé určení díla pro určitou scénu mělo podstatný vliv i na samo jeho hudební utváření. Jednotlivé úlohy byly od počátku přiděleny členům divadla, které operu objednalo a bylo skladatelovou povinností psát úlohy jednotlivým představitelům „na tělo" tak, aby se co nejvýhodněji uplatnily přednosti každého z nich.
V mozartovské literatuře se často mluví o tom, že libreto Cosi fan tutte je čerpáno buď přímo z Boccaccia nebo aspoň z boccacciovské sféry. Není vyloučeno, že Da Ponte se nechal ovlivnit tímto ovzduším, avšak vlastním podnětem, byť v libretu pak jakkoliv přestylizovaným a zahaleným, byla skutečná událost z vídeňských důstojnických kruhů. Císař Josef II,, jehož názorů na mravnost a stavovskou čest se aféra nelibě dotkla, si přál, aby v operním díle bylo této nepravosti nastaveno zrcadlo, a to co nejdříve. Jaká to byla událost není známo, a také se neví, nakolik ji Da Ponte přizpůsobil divadelním požadavkům. Je však jisté, že ze všech tří libret, která da Ponte pro Mozarta vytvořil, na Cosi fan tute pracoval nejsamostatněji, ale snad právě proto s nejmenším zdarem. Ve svých pamětech sám píše, že La scuola degli amanti (tak zní podtitul díla) „zaujímá třetí pořadí mezi třemi sestrami, vytvořenými tímto tak nadmíru proslulým otcem harmonie".
Na Silvestra roku 1789 uspořádal Mozart ve svém bytě zkoušku, během které přehrál části skladby několika přátelům a známým, včetně Josepha Haydna. V lednu následujícího roku již byla opera dokončena a ve Dvorním divadle se začalo se studiem. Od 21. ledna se zkoušelo s orchestrem a 26. ledna došlo k premiéře řízené Mozartem.

## Hlavní postavy
- Fiordiligi (soprán)
- Dorabella (soprán)
- Ferrando (tenor)
- Guglielmo (baryton)
- don Alfonso (bas), musí perfektně ovládat parlando
- Despina (soprán)

## Obsah
Così fan tutte je komická opera (opera buffa) o dvou dějstvích. Odehrává se v Neapoli na konci 18. století. Představení trvá přibližně 3 hodiny.

### První dějství
Dva mladí důstojníci se vsázejí s donem Alfonsem o věrnost svých snoubenek. Sázka spočívá v tom, že budou oba plnit všechny Alfonsovy rozkazy a přesto se nepodaří usvědčit jejich snoubenky z nevěry.
Alfonso jim nařizuje, aby se s dívkami rozloučili a odjeli se svým plukem, vzápětí se s ním ale oba vracejí zpět v přestrojení a snaží se svést si navzájem své snoubenky. Dívky však odolávají i přesto, že oba dva fingují sebevraždu z nešťastné lásky a jsou na poslední chvíli vzkříšeni služebnou Despinou, která je podplacena Alfonsem a převlečena za doktora.

### Druhé dějství
Postupem času dívky nakonec podlehnou naléhání ctitelů a souhlasí se svatbou. Ta se koná ve společném domě sester. Don Alfonso však během podpisu svatebních smluv zvolá, že se do města vrací vojsko i s Ferrandem a Guglielmem. Oba Albánci naoko prchají, ale ve skutečnosti se jdou jen zbavit svého kostýmu, aby se mohli vrátit ve své skutečné podobě. Zpočátku samozřejmě předstírají, že o svatbě nic nevědí a vítají se se svými snoubenkami, po chvíli se však podívají do komory, kde je ukrytá Despina v„převleku notáře. Fiordiligi a Dorabella se snaží zachránit situaci tvrzením, že se ve skutečnosti jen jedná o kostým na ples, ale Despinu usvědčí manželská smlouva, která vypadne z její kapsy. Oba muži svým snoubenkám vyčiní, ale opera končí smířlivě - Ferrando a Guglielm prohlásí větu "cosi fan tutte" (všechny jsou takové) a smiřují se s tím, že věrnou ženu prostě nenajdou.

## Instrumentace
- Dřevěné dechové nástroje: dvě flétny, dva hoboje, dva klarinety (jeden basetový klarinet), dva fagoty
- Žesťové nástroje: dva lesní rohy, dvě trubky („Clarini“)
- Tympány
- Smyčce
- Basso continuo v recitativech: cembalo, violoncello

Pipers Enzyklopädie des Musiktheaters (Pipersova encyklopedie hudebního divadla) se také zmiňuje o vířivém bubnu pro scénickou hudbu.

## Hudební struktura
- Ouvertura

#### První dějství

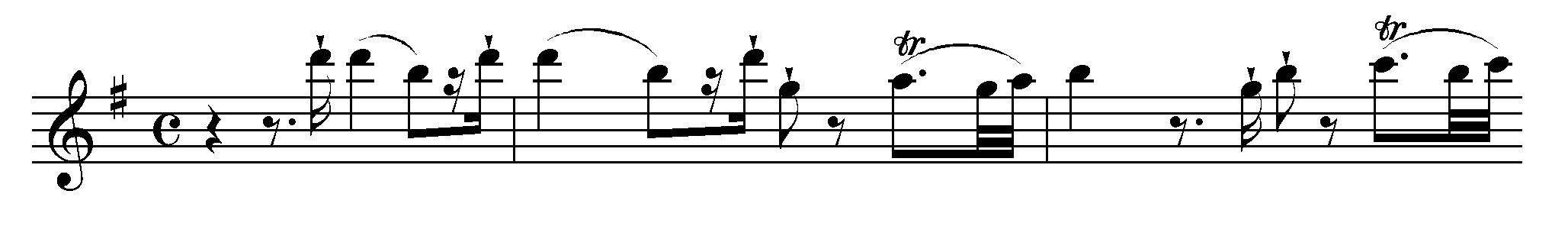
První takty tercetu č.1

- Č. 1 Tercet: La mia Dorabella capace non è (Ferrando, Don Alfonso, Guglielmo)
- Č. 2 Tercet: È la fede delle femmine (Ferrando, Don Alfonso, Guglielmo)
- Č. 3 Tercet: Una bella serenata (Ferrando, Don Alfonso, Guglielmo)
- Č. 4 Duet: Ah guarda sorella (Fiordiligi, Dorabella)
- Č. 5 Árie: Vorrei dir, e cor non ho (Don Alfonso)
- Č. 6 Kvintet: Sento, o Dio, che questo piede (Fiordiligi, Dorabella, Ferrando, Don Alfonso, Guglielmo)
- Č. 7 Duet: Al fato dàn legge (Ferrando, Guglielmo)
- Č. 8 Sbor: Bella vita militar
- Č. 9 Kvintet: Di scrivermi ogni giorno (Fiordiligi, Dorabella, Ferrando, Don Alfonso, Guglielmo)
- Č. 10 Tercet: Soave sia il vento (Fiordiligi, Dorabella, Don Alfonso)

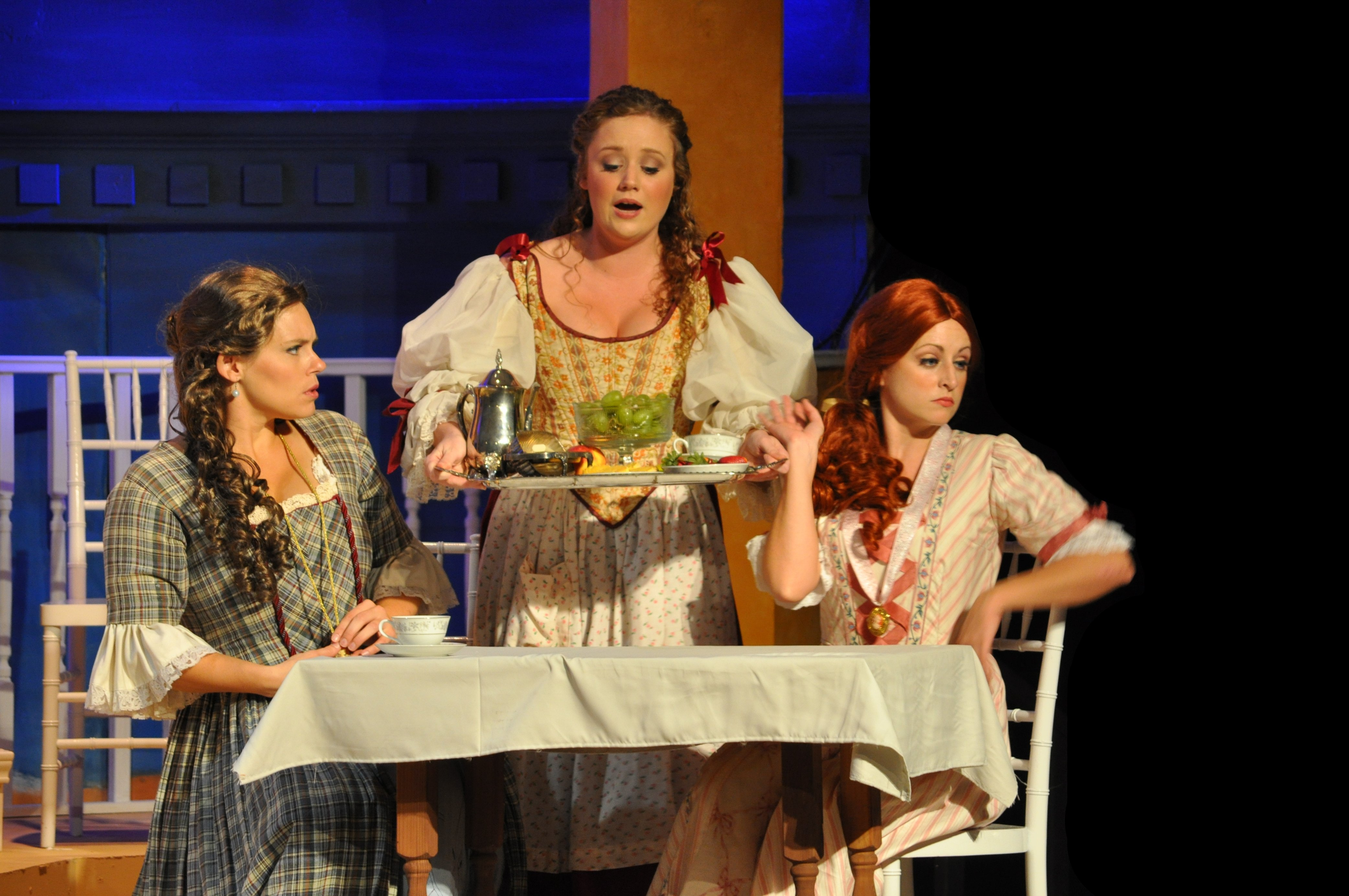
Despina podává snídani

Recitativ s doprovodem: Ah scostati e
- Č. 11 Árie: Smanie implacabili (Dorabella)
- Č. 12 Árie: In uomini! In soldati (Despina)
- Č. 13 Sextet: Alla bella Despinetta (Fiordiligi, Dorabella, Despina, Ferrando, Don Alfonso, Guglielmo)

Recitativ s doprovodem: Temerari, sortite fuori di
questo loco e

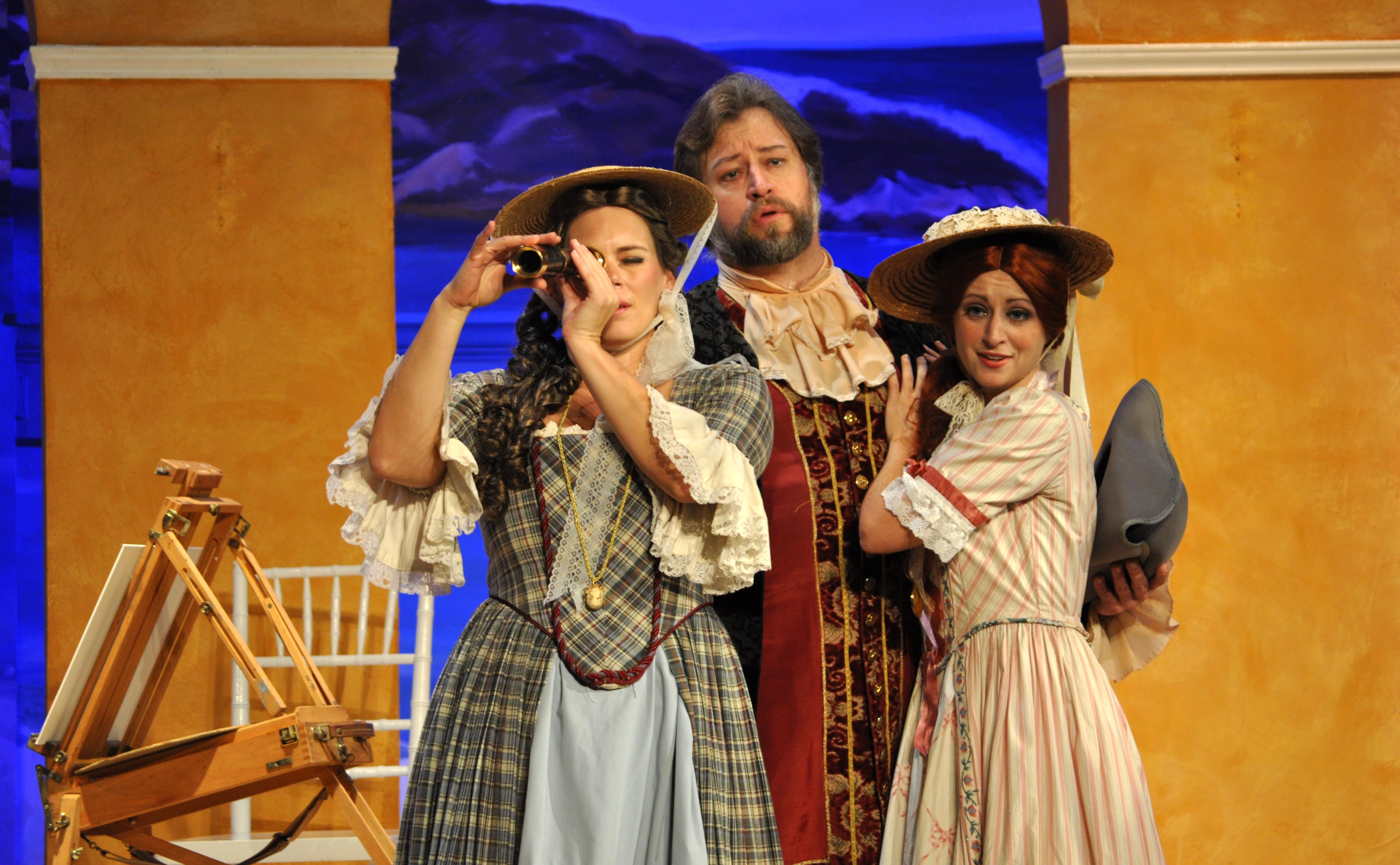
Fiordiligi, Dorabella a Don Alfonso, při odplouvání lodi s vojáky.

- Č. 14 Árie: Come scoglio immoto resta (Fiordiligi)
- Č. 15 Árie: Non siate ritrosi (Guglielmo)
- Č. 16 Tercet: E voi ridete? (Ferrando, Don Alfonso, Guglielmo)
- Č. 17 Árie: Un'aura amorosa (Ferrando)
- Č. 18 Finále:

- Ah che tutta in un momento (Fiordiligi, Dorabella)
- Si mora, sì si mora (Fiordiligi, Dorabella, Ferrando, Don Alfonso, Guglielmo)
- Eccovi il medico, signore belle (Fiordiligi, Dorabella, Despina, Ferrando, Don Alfonso, Guglielmo)
- Dove son! (Fiordiligi, Dorabella, Despina, Ferrando, Don Alfonso, Guglielmo)
- Dammi un bacio, o mio tesoro (Fiordiligi, Dorabella, Despina, Ferrando, Don Alfonso, Guglielmo)

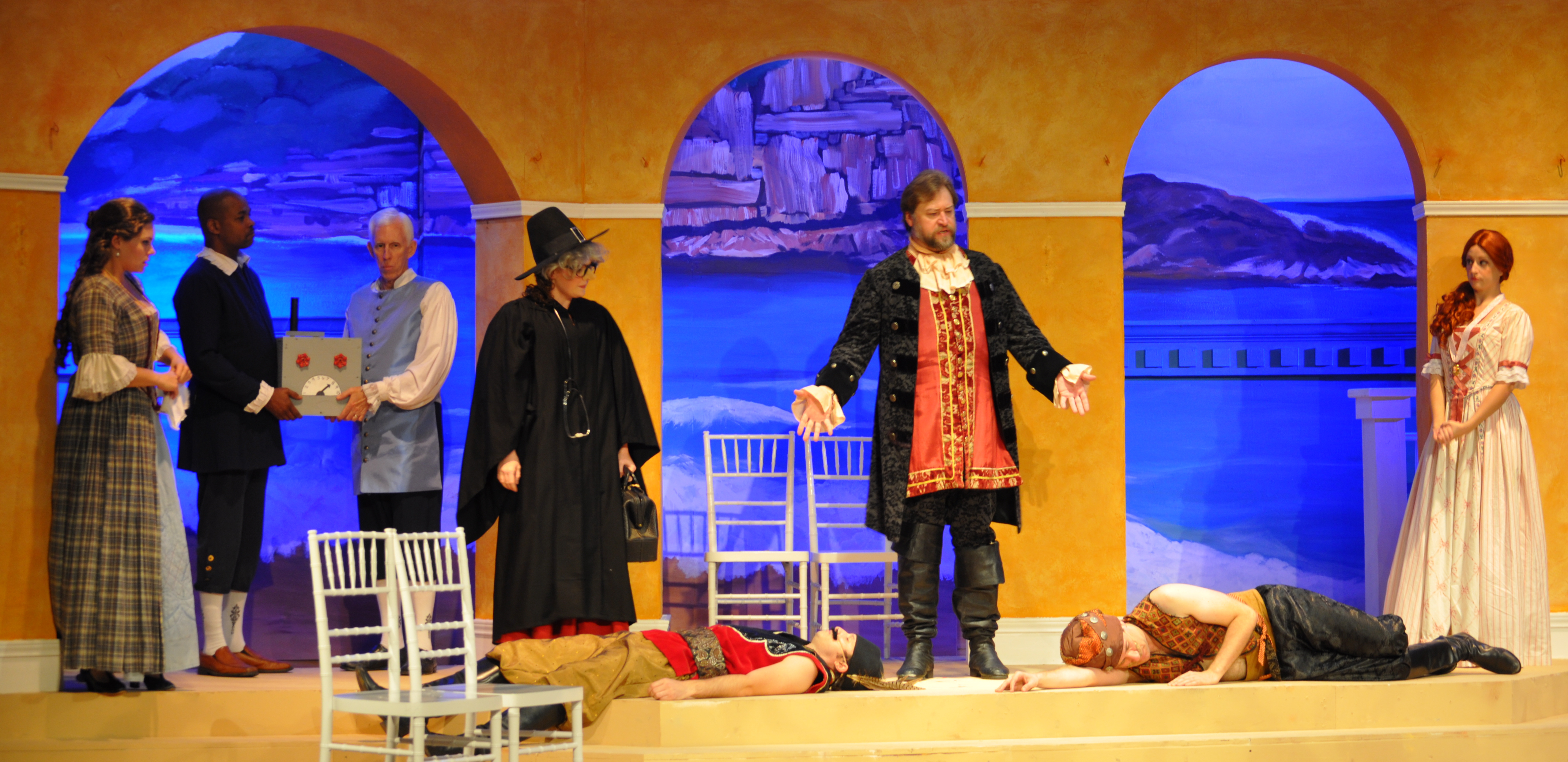
Sborová scéna

#### Druhé dějství

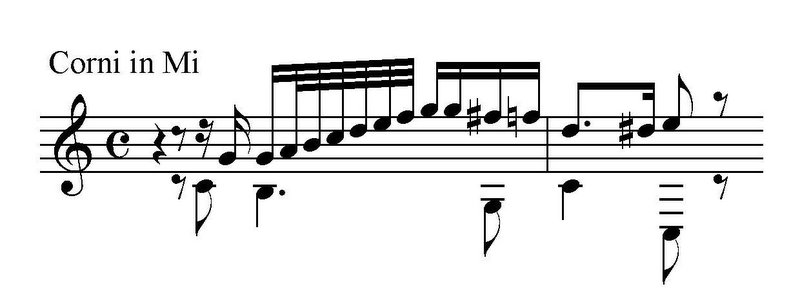
Sólo lesních rohů v č.25

- Č. 19 Árie: Una donna a quindici anni (Despina)
- Č. 20 Duet: Prenderò quel brunettino (Fiordiligi, Dorabella)
- Č. 21 Duet a sbor: Secondate. aurette amiche (Ferrando, Guglielmo, sbor)
- Č. 22 Kvartet: La mano a me date (Despina, Ferrando, Guglielmo, Don Alfonso)
- Č. 23 Duet: Il core vi dono (Dorabella, Guglielmo)
  - Recitativ s doprovodem: Barbara! Perché fuggi? (Ferrando, Fiordiligi) e
- Č. 24 Árie: Ah lo veggio, quell'anima bella (Ferrando)
  - Recitativ s doprovodem: Ei parte... senti... e
- Č. 25 Rondo: Per pietà, ben mio, perdona (Fiordiligi)
  - Recitativ s doprovodem: Il mio ritratto! (Ferrando, Guglielmo) e
- Č. 26 Árie: Donne mie, la fate a tanti (Guglielmo)
  - Recitativ s doprovodem: In qual fiero contrasto e
- Č. 27 Kavatina: Tradito, schernito (Ferrando)
- Č. 28 Árie: È amore un ladroncello (Dorabella)
- Č. 29 Duet: Fra gli amplessi in pochi istanti (Fiordiligi, Ferrando)
- Č. 30 Andante: Tutti accusan le donne (Don Alfonso, Ferrando, Guglielmo)
- Č. 31 Finále:
  - Fate presto, o cari amici (Despina, Don Alfonso, sbor)
  - Benedetti i doppi coniugi (sbor, Fiordiligi, Dorabella, Ferrando, Guglielmo)
  - [Kánon] E nel tuo, nel mio bicchiero (Fiordiligi, Dorabella, Ferrando, Guglielmo)
  - Miei signori, tutto è fatto (Fiordiligi, Dorabella, Despina, Ferrando, Don Alfonso, Guglielmo)
  - Bella vita militar (sbor, Fiordiligi, Dorabella, Despina, Ferrando, Don Alfonso, Guglielmo)
  - Sani e salvi agli amplessi amorosi (Fiordiligi, Dorabella, Despina, Ferrando, Don Alfonso, Guglielmo)
  - Fortunato l'uom che prende ogni cosa pel buon verso (Fiordiligi, Dorabella, Despina, Ferrando, Don Alfonso, Guglielmo)

## Hudba
Così fan tutte je klasická komedie, jejíž podstata je založena na převlecích. Ferrando a Guglielmo se převlečou za orientální velmože tak, že jsou k nepoznání. A takto zkouší vzájemně věrnost svých dívek. Despina, komorná jejich snoubenek, se převléká za lékaře a následně za notáře a je rovněž k nepoznání. Z toho vyplývají všechny zápletky, veškerá jevištní dění. Jsou základem opery a zcela přesně jsou ve zpívaném textu i charakterizovány, Mozartova hudba v sobě má nejen nádhernou melodičnost, ale i bohatou barevnost orchestrace a hudebně detailně propracovanou charakteristiku postav a zápletek. Text i hudba Così fan tutte skýtají tolik možností k situační komice a ke vtipům!  Jiskřivá mozartovská hudba srší nápady, ve kterých se mísí žert s dojetím, smích se slzami – to jsou přednosti, díky nimž je Così fan tutte jednou z nejhranějších oper světového repertoáru. Jednotlivé árie a sbory se staly operními hity a celé dílo, které Mozart postavil na kontrastu a propracovaném hudebním výrazu, jsou klenotem operního repertoáru.
Z dvanácti árií a cavatiny vynikají tyto:
- Dvě árie Despiny, velmi zábavné, pokud jsou muži skutečně věrní: (č.12: In uomini, in soldati) a (č.19: Una donna a quindici anni).

- Dvě árie Fiordiligi, skvělé virtuózní scény, parodující styl opery séria: (č. 14: Come scoglio immoto resta) a (č. 25: Per pietà, ben mio, perdona).

- Dvě árie Dorabelly, první velmi agilní: (č. 11: Smanie implacabili) a (č. 28: E amore un ladroncello).
- Dvě árie Ferranda a cavatina, zvláště ta první, sladká a jemná: (č. 17: Un'aura amorosa del nostro tesoro, č. 24: Ah, lo veggio! a č. 27: Tradito, schernito dal perfido cor.)
- Dvě árie Guglielma, stejně půvabné jako árie Despiny: (č. 15: Non siate ritrosi) a (č. 26: Donne mie, la fate a tanti)

Děj postupuje s hudebními čísly: sextet, dva kvintety, kvartet, pět tercetů, pět duetů, dueto a dvě finále. Nejvznešenějším momentem je snad krátký tercet mezi Fiordiligi, Dorabellou a Donem Alfonsem (č. 10), Soave sia il vento.
Další hudební čísla k zapamatování:
č. 4 Duet Fiordiligi a Dorabelly: Ah guarda sorella
    č. 6 Kvintet: Sento, oh, Dio, che questo piede
    č. 8 Sbor: Bella vita militar
    č. 13 Sextet: Alla bella Despinetta
    č. 20 Dueto Fiordiligi a Dorabelly: Brunettino se chytlo
    č. 23 Dueto Guglielma a Dorabelly: Il core vi dono
    č. 29 Dueto Fiordiligi a Ferranda: Fra gli amplessi
Obě finále jsou bohatá na melodie a rytmické změny, které směřují k virtuóznímu presto, kterým každé finále vrcholí. První finále začíná duetem mezi Dorabellou a Fiordiligi, „Ah, che tutta in un momento“, a postupně každá postava vstupuje na scénu se zrychlením tempa a někdy i se změnou tonality, což vyvrcholí se všemi postavami. Druhé finále je kratší, začíná svatební scénou, ve které sbor zpívá spolu se sólisty, a vrcholí diskrétním vstupem dřevěných dechových nástrojů, který nakonec vede ke vstupu celého orchestru v závěrečném septetu.
Podle hudebního kritika Williama Manna neměl Mozart rád primadonu Adrianu Ferrarese del Bene, Da Ponteho arogantní milenku, pro kterou byla role Fiordiligi vytvořena. Mozart znal její výstřední sklon klesat bradou na nízké tóny a házet hlavou dozadu na vysoké tóny. Naplnil proto ukázkovou árii „Come scoglio“ neustálými skoky z nízkých na vysoké a z vysokých na nízké tóny, aby její hlava na jevišti „poskakovala jako kuře“.
Pro Guglielma Mozart nejprve složil v prvním jednání velkolepou a rozšířenou árii Rivolgete a lui lo sguardo (KV 584), jednu z největších buffo árií, jaké kdy napsal. Mozart ji však z neznámých důvodů nahradil mnohem kratší árií Non siate ritrosi a původní árii zapsal do katalogu svých děl jako samostatné dílo. Jedním z vysvětlení by mohlo být, že tessitura árie byla pro zpěváka na premiéře příliš vysoká.
Árii Fiordiligi ve druhém dějství, Per pietà, ben mio (č. 25) si vzal Beethoven za vzor pro velkou árii Leonory ve Fideliovi. Nejinak je tomu zřejmě i o čtyřhlasém kánonu ve finále druhého dějství (k němuž Mozart zkomponoval i snáze proveditelnou náhradu), který nachází svůj zrcadlový obraz ve Fideliově kvartetu č. 3.

## České libreto
Česky byla opera poprvé provedena 9. ledna 1831, kdy ji kapelník František Škroup zvolil ke své benefici. Na překladu se tenkrát podíleli František Šír a Jan Nepomuk Štěpánek, kteří zčeštili nejen název díla:„Jedna jako druhá"–„Zkouška milujících", ale i jména osob. Fiordiligi překřtili na Květolínu, Dorabellu na Krasomilu, Ferrando byl Krasomilem, Guglielmo Květolem a Despina Rychlánkem. To nebylo nic neobvyklého v době, kdy i skladatele nenazývali jinak než Bohumil Mozart.
Od roku 1924 se hrála v překladu Zdeňka Polenského. Pozdější překlady jsou od Luďka Mandause a také od Přemysla Charváta.
V roce 2006 celé libreto nově přebásnil do češtiny Jaromír Nohavica, dílo bylo v této podobě uvedeno v Národním divadle moravskoslezském v květnu 2006.

## Inscenační historie
Cosi fan tutte je jediná z Mozartových oper, která byla ještě za skladatelova života vydána v partituře.
Na premiéře 26. ledna 1790 vystoupili pěvci, jejichž schopnosti Mozart znal z provedení svých dřívějších děl, (Figarova svatba a Don Giovanni) Francesca Gabrieli, známá jako Adriana Ferrarese del Bene a Louise Villeneuve zpívali Fiordiligi a Dorabellu. Byly to sestry i v reálném životě. „Pár“ Despina a Don Alfonso si zahrála vídeňačka Dorothea von Sardi s manželem Francescem Bussanim. Vincenzo Calvesi se ujal role Ferranda (roku 1786 zpíval v Mozartově Figaru). Francesco Benucci zpíval Guglielma.
Po čtyřech dalších představeních 28. a 30. ledna, 7. a 11. února zemřel císař Josef II. a všechna divadla musela být kvůli státnímu smutku na několik měsíců zavřena. 6. června 1790 pak byla opera uvedena znovu a do 7. srpna téhož roku se ve Vídni uskutečnilo ještě pět představení. Dílo se pak za Mozartova života už ve Vídni neuvádělo.
Od poloviny roku 1791 se dílo hrálo v divadlech ve Frankfurtu nad Mohanem, Drážďanech, Mohuči, Amsterodamu a také v Praze. Nejprve zazněla v singspielové verzi a německém překladu ve Vlastenském divadle v budově bývalého kláštera tzv. hybernů a posléze ji v originální podobě uvedl Guardasoni v Nosticově divadle.
Premiéra v divadle La Scala v Miláně byla 19. září 1807
Ve Spojeném království byla premiéra v Londýně 19. května 1811 v Divadle Jejího Veličenstva na Haymarket s Teresou Bertinotti-Radicat.
Opera byla dlouhý čas kontroverzní. Krátce po Mozartově smrti bylo údajně pošetilé a nemorální libreto kritizováno. Hanlivá prohlášení byla vynesena mimo jiné i od Ludwiga van Beethovena a Richarda Wagnera.
V 19. století se často hrála ve všelijakých úpravách a v některých případech dostala hudba dokonce zcela nový text. Tyto pozdější úpravy však nedovedly dát dílu věrohodnější tvářnost a ústrojnost. Mohly pouze rozrušit těsnou svázanost Mozartovy hudby s Da Pontovým textem. Publikum považovalo její téma za vulgární a nemorální a Così fan tutte téměř úplně zmizela z operních jevišť.
V roce 1839 ji v italském originále provedla pražská konzervatoř.
Až ve 20. století byla opera Così fan tutte přijata jako mistrovské dílo na stejné úrovni jako Figaro a Don Giovanni.
Byla i prvním cizím dílem, které 11. prosince 1907 provedla za řízení L. V. Čelanského mladá opera Městského divadla Královských Vinohrad.
Ve Spojených státech amerických měla opera Così fan tutte premiéru v Metropolitní opeře roku 1922, .
Národní divadlo v Brně ji poprvé uvedlo 9.1.1923 v divadle Na hradbách
Národní divadlo v Praze 26. listopadu1924 v budově Stavovského divadla.
Národní divadlo Moravskoslezské 5.1.1933 v městském divadle (DAD).
Jihočeské dvadlo, 30. 9. 1972.

## Nahrávky
- 1973-1974 DECCA, Osoby a obsazení: Fiordiligi (Pilar Lorengar), Dorabella (Theresa Berganza), Guglielmo (Tom Krause), Ferrando (Rynald Davies), Despina (Jane Beribié) a Don Alfonso (Gabriel Bacquier). Sbor a orchestr Royal Opera House, Covent Garden řídí Georg Solti[21]
- 2014 Teatro alla Scala, Osoby a obsazení: Fiordiligi (Maria Bengtsson), Dorabella (Katija Dragojevic), Guglielmo (Adam Plachetka), Ferrando (Rollando Villazón), Despina (Serena Malfi) a Don Alfonso (Michele Pertusi). Sbor a orchestr milánského Teatro alla Scala řídí Daniel Barenboim[22]